# 1990년 슬로베니아 독립 국민투표

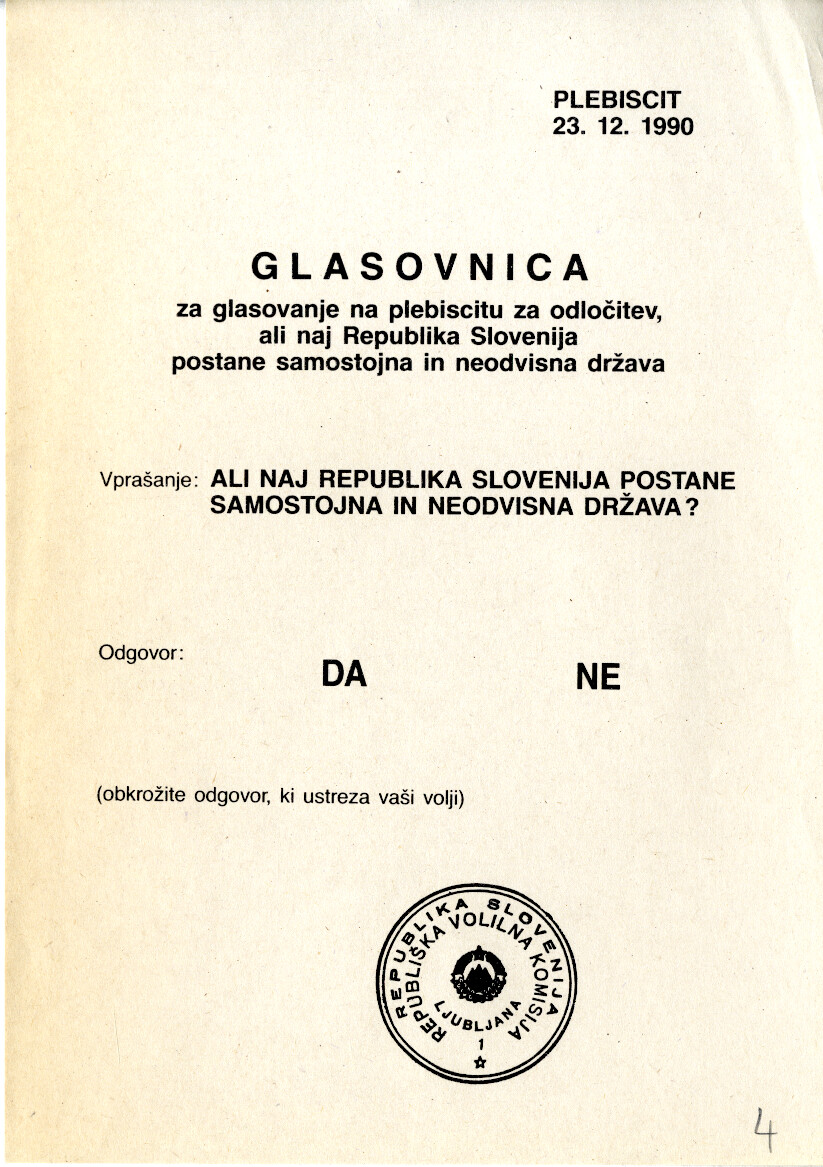
투표 당시 투표지의 모습

1990년 슬로베니아 독립 국민투표는 1990년 12월 23일 슬로베니아 사회주의 공화국에서 열린 독립 국민투표이다. 집권정당이었던 중도우파 슬로베니아 민주야당 연합과 중도좌파 야당 모두가 독립 국민투표를 지지하며 유권자들에게 슬로베니아 독립을 지지할 것을 촉구하였다.
독립 국민투표의 질문지는 "슬로베니아 공화국이 독립하여 주권 국가가 되어야 하는가?"(슬로베니아어: Ali naj Republika Slovenija postane samostojna in neodvisna država?)이었다. 슬로베니아 의회에서는 전체 유효 유권자 중 투표율이 50%를 넘겨야 독립 투표가 유효하다고 결정하였다.

## 투표 결과
1990년 12월 26일 슬로베니아 국민의회(하원)의 의장이었던 프란체 부차르가 투표 결과를 발표하였다. 전체 유권자 중 88.5%(투표한 유권자 중 94.8%)가 독립에 찬성해 독립 의견으로 결정되었다. 투표자 중 4.0%가 독립에 반대했으며 0.9%가 무효표였으며 0.1%는 어떤 곳에도 기입하지 않은 채 투표하였다. 유권자 중 6.5%가 투표에 참여하지 않았다.
부차르가 투표 결과를 발표하고 슬로베니아 정부에게는 6개월 이내에 즉시 독립을 선언할 것을 명문화하였다. 1991년 6월 25일 슬로베니아 공화국의 주권과 독립에 관한 헌법 헌장이 통과되고 다음 날 정식으로 독립을 선포하여 10일 전쟁이 발발하였다.
| 응답                | 표        | 백분율  |
| ------------------- | --------- | ------- |
| 찬성                | 1,289,369 | 95.71%  |
| 반대                | 57,800    | 4.29%   |
| 유효표              | 1,347,169 | 100%    |
| 무효표              | 14,569    | 1.08%   |
| 총 투표             | 1,347,169 | 100.00% |
| 유권자 수 및 투표율 | 1,499,294 | 89.85%  |

유권자 중 42,274명은 해외 파견근무, 군 복무, 군사 훈련 등의 이유로 투표에 참여하지 못했으며 최종 투표 결과 합산에서도 이들의 수는 반영되지 않았다.